# Saint-Clément-de-la-Place
Saint-Clément-de-la-Place és un municipi francès situat al departament de Maine i Loira i a la regió de País del Loira. L'any 2007 tenia 1.777 habitants.

## Demografia

### Població
El 2007 la població de fet de Saint-Clément-de-la-Place era de 1.777 persones. Hi havia 623 famílies de les quals 105 eren unipersonals (54 homes vivint sols i 51 dones vivint soles), 183 parelles sense fills, 300 parelles amb fills i 35 famílies monoparentals amb fills.
La població ha evolucionat segons el següent gràfic:
Habitants censats

### Habitatges
El 2007 hi havia 670 habitatges, 636 eren l'habitatge principal de la família, 6 eren segones residències i 27 estaven desocupats. 637 eren cases i 32 eren apartaments. Dels 636 habitatges principals, 461 estaven ocupats pels seus propietaris, 173 estaven llogats i ocupats pels llogaters i 2 estaven cedits a títol gratuït; 4 tenien una cambra, 18 en tenien dues, 75 en tenien tres, 164 en tenien quatre i 376 en tenien cinc o més. 511 habitatges disposaven pel capbaix d'una plaça de pàrquing. A 234 habitatges hi havia un automòbil i a 379 n'hi havia dos o més.

### Piràmide de població
La piràmide de població per edats i sexe el 2009 era:
| Homes | Edats   | Dones |
| ----- | ------- | ----- |
| 0     | 95 o +  | 3     |
| 1     | 90 a 94 | 4     |
| 6     | 85 a 89 | 3     |
| 5     | 80 a 84 | 6     |
| 14    | 75 a 79 | 12    |
| 20    | 70 a 74 | 20    |
| 26    | 65 a 69 | 19    |
| 18    | 60 a 64 | 27    |
| 31    | 55 a 59 | 24    |
| 51    | 50 a 54 | 46    |
| 68    | 45 a 49 | 62    |
| 58    | 40 a 44 | 59    |
| 46    | 35 a 39 | 56    |
| 63    | 30 a 34 | 52    |
| 44    | 25 a 29 | 36    |
| 44    | 20 a 24 | 34    |
| 74    | 15 a 19 | 55    |
| 55    | 10 a 14 | 44    |
| 72    | 5 a 9   | 51    |
| 45    | 0 a 4   | 37    |

## Economia
El 2007 la població en edat de treballar era de 1.191 persones, 929 eren actives i 262 eren inactives. De les 929 persones actives 878 estaven ocupades (465 homes i 413 dones) i 50 estaven aturades (21 homes i 29 dones). De les 262 persones inactives 94 estaven jubilades, 122 estaven estudiant i 46 estaven classificades com a «altres inactius».

### Ingressos
El 2009 a Saint-Clément-de-la-Place hi havia 683 unitats fiscals que integraven 1.927 persones, la mediana anual d'ingressos fiscals per persona era de 18.166 €.

### Activitats econòmiques
Dels 54 establiments que hi havia el 2007, 1 era d'una empresa alimentària, 6 d'empreses de fabricació d'altres productes industrials, 13 d'empreses de construcció, 14 d'empreses de comerç i reparació d'automòbils, 3 d'empreses de transport, 3 d'empreses d'hostatgeria i restauració, 1 d'una empresa d'informació i comunicació, 2 d'empreses financeres, 4 d'empreses immobiliàries, 5 d'empreses de serveis, 1 d'una entitat de l'administració pública i 1 d'una empresa classificada com a «altres activitats de serveis».
Dels 18 establiments de servei als particulars que hi havia el 2009, 1 era una oficina de correu, 2 tallers de reparació d'automòbils i de material agrícola, 2 guixaires pintors, 2 fusteries, 5 lampisteries, 2 electricistes, 2 restaurants i 2 agències immobiliàries.
Dels 3 establiments comercials que hi havia el 2009, 1 era una botiga de menys de 120 m², 1 una fleca i 1 una joieria.
L'any 2000 a Saint-Clément-de-la-Place hi havia 64 explotacions agrícoles que ocupaven un total de 2.380 hectàrees.

## Equipaments sanitaris i escolars
El 2009 hi havia una escola elemental.

## Poblacions més properes
El següent diagrama mostra les poblacions més properes.